# خواهران (فیلم)
خواهران (روسی: Сёстры) یک فیلم حماسی روسی به کارگردانی گریگوری روشال است که در سال ۱۹۵۷ منتشر شد. این فیلم بر پایهٔ رمان خواهران (نخستین قسمت از تریلوژی گذر از رنج‌ها) اثر آلکسیی نیکولایویچ تولستوی ساخته شد.  از بازیگران آن می‌توان به لئونید پارخامنکو اشاره کرد.